# Cultuurraad voor de Franse Cultuurgemeenschap (samenstelling 1977-1978)
Dit is de lijst van de leden van de Cultuurraad voor de Franse Cultuurgemeenschap in de legislatuur 1977-1978. De Cultuurraad voor de Franse Cultuurgemeenschap was een verre voorloper van het Parlement van de Franse Gemeenschap en werd nog niet rechtstreeks verkozen.
De legislatuur 1977-1978 telde 172 leden. Dit waren de 91 leden van de Franse taalgroep uit de Kamer van volksvertegenwoordigers verkozen bij de verkiezingen van 17 april 1977 en de 81 leden van de Franse taalgroep uit de Belgische Senaat, verkozen op 17 april 1977, aangeduid door de provincieraden of gecoöpteerd.
De legislatuur ging van start op 12 mei 1977 en eindigde op 10 november 1978.

## Samenstelling
| Begin legislatuur (1977) | Begin legislatuur (1977) | Begin legislatuur (1977) | Einde legislatuur (1978) | Einde legislatuur (1978) | Einde legislatuur (1978) |
| Fractie                  | Fractie                  | Zetels                   | Fractie                  | Fractie                  | Zetels                   |
| ------------------------ | ------------------------ | ------------------------ | ------------------------ | ------------------------ | ------------------------ |
|                          | PSB                      | 67                       |                          | PSB                      | 67                       |
|                          | PSC                      | 45                       |                          | PSC                      | 45                       |
|                          | FDF-RW                   | 30                       |                          | FDF-RW                   | 31                       |
|                          | PRLW-PL                  | 28                       |                          | PRLW-PL                  | 27                       |
|                          | PCB                      | 2                        |                          | PCB                      | 2                        |

Wijzigingen in fractiesamenstelling:
- In 1978 verlaat Basile-Jean Risopoulos de PL en stapt over naar FDF.

## Lijst van de parlementsleden
| Volksvertegenwoordiger            | Partij | Kieskring                                   | Opmerkingen |
| --------------------------------- | ------ | ------------------------------------------- | --- |
| Paul Vanden Boeynants             | PSC    | Brussel                                     | |
| José Desmarets                    | PSC    | Brussel                                     | |
| Henri-François Van Aal            | PSC    | Brussel                                     | |
| Richard Beauthier                 | PSC    | Brussel                                     | Voorzitter van de PSC-fractie vanaf 14 juni 1977. |
| Henri Simonet                     | PSB    | Brussel                                     | |
| Hervé Brouhon                     | PSB    | Brussel                                     | |
| Armand Moock                      | PSB    | Brussel                                     | |
| André Degroeve                    | PSB    | Brussel                                     | |
| François Guillaume                | PSB    | Brussel                                     | |
| Georges Mundeleer                 | PL     | Brussel                                     | |
| Basile-Jean Risopoulos            | PL     | Brussel                                     | Stapt op 17 oktober 1978 over naar de FDF-RW-fractie. |
| Antoinette Spaak                  | FDF    | Brussel                                     | |
| Léon Defosset                     | FDF    | Brussel                                     | Tot 3 juni 1977 voorzitter van de FDF-RW-fractie. |
| Roger Nols                        | FDF    | Brussel                                     | |
| Georges Désir                     | FDF    | Brussel                                     | |
| Georges Clerfayt                  | FDF    | Brussel                                     | |
| Pierre Havelange                  | FDF    | Brussel                                     | |
| François Persoons                 | FDF    | Brussel                                     | |
| Luc Bernard                       | FDF    | Brussel                                     | |
| Marion Banneux                    | FDF    | Brussel                                     | |
| Guy Brasseur                      | FDF    | Brussel                                     | |
| Marcel Plasman                    | PSC    | Nijvel                                      | Voorzitter van de commissie Jeugd en Permanente Vorming en vanaf 21 februari 1978 secretaris.                                                                                  |
| Pierre Rouelle                    | RW     | Nijvel                                      | |
| Alfred Scokaert                   | PSB    | Nijvel                                      | |
| Serge Kubla                       | PRLW   | Nijvel                                      | |
| Robert Fernand Hulet              | PRLW   | Nijvel                                      | |
| Philippe Maystadt                 | PSC    | Charleroi-Thuin                             | |
| Alfred Califice                   | PSC    | Charleroi-Thuin                             | |
| Ernest Glinne                     | PSB    | Charleroi-Thuin                             | |
| André Baudson                     | PSB    | Charleroi-Thuin                             | Voorzitter van de commissie Radio en Televisie. |
| Marc Harmegnies                   | PSB    | Charleroi-Thuin                             | |
| Jean-Claude Van Cauwenberghe      | PSB    | Charleroi-Thuin                             | |
| Léopold Tibbaut                   | PSB    | Charleroi-Thuin                             | |
| Etienne Knoops                    | PRLW   | Charleroi-Thuin                             | |
| Robert Moreau                     | RW     | Charleroi-Thuin                             | |
| Fernand Helguers                  | RW     | Charleroi-Thuin                             | |
| Adolphe Ducobu                    | PSC    | Bergen-Zinnik                               | |
| Robert Urbain                     | PSB    | Bergen-Zinnik                               | |
| Henri Deruelles                   | PSB    | Bergen-Zinnik                               | |
| Yvon Biefnot                      | PSB    | Bergen-Zinnik                               | |
| Robert Leclercq                   | PSB    | Bergen-Zinnik                               | |
| Michel Tromont                    | PRLW   | Bergen-Zinnik                               | Vervangt vanaf 7 maart 1978 de overleden Léon Hannotte. |
| René Jérôme                       | PSC    | Bergen-Zinnik                               | |
| Léon Hurez                        | PSB    | Bergen-Zinnik                               | |
| Richard Gondry                    | PSB    | Bergen-Zinnik                               | |
| Guy Pierard                       | PRLW   | Bergen-Zinnik                               | |
| Albert Lernoux                    | PSC    | Charleroi-Thuin                             | |
| Willy Burgeon                     | PSB    | Charleroi-Thuin                             | |
| Paul-Henry Gendebien              | RW     | Charleroi-Thuin                             | |
| Robert Devos                      | PSC    | Doornik-Aat-Moeskroen                       | |
| Pierre Deschamps                  | PSC    | Doornik-Aat-Moeskroen                       | |
| Jean-Baptiste Delhaye             | PSB    | Doornik-Aat-Moeskroen                       | |
| Jean-Pierre Perdieu               | PSB    | Doornik-Aat-Moeskroen                       | |
| Georgette Brenez                  | PSB    | Doornik-Aat-Moeskroen                       | Secretaris. |
| André Bertouille                  | PRLW   | Doornik-Aat-Moeskroen                       | Secretaris en voorzitter van de commissie Onderwijs. |
| Jean Picron                       | PRLW   | Doornik-Aat-Moeskroen                       | |
| Frédéric François                 | PSC    | Hoei-Borgworm                               | |
| Edmond Leburton                   | PSB    | Hoei-Borgworm                               | |
| Fernand Hubin                     | PSB    | Hoei-Borgworm                               | Voorzitter van de commissie Schone Kunsten. |
| Jean-Pierre Grafé                 | PSC    | Luik                                        | Voorzitter van de commissie Algemeen Beleid. |
| Michel Hansenne                   | PSC    | Luik                                        | |
| André Magnée                      | PSC    | Luik                                        | |
| André Cools                       | PSB    | Luik                                        | |
| Guy Mathot                        | PSB    | Luik                                        | |
| Jean-Maurice Dehousse             | PSB    | Luik                                        | |
| Claude Dejardin                   | PSB    | Luik                                        | |
| Gaston Onkelinx                   | PSB    | Luik                                        | |
| Alain Van der Biest               | PSB    | Luik                                        | |
| Gérard Delruelle                  | PRLW   | Luik                                        | |
| Jean Defraigne                    | PRLW   | Luik                                        | |
| Jean Gol                          | PRLW   | Luik                                        | Voorzitter van de PRLW-PL-fractie vanaf 16 juni 1977. |
| Lucien Outers                     | FDF    | Luik                                        | |
| Marcel Levaux                     | PCB    | Luik                                        | |
| Guillaume Schyns                  | PSC    | Verviers                                    | |
| Melchior Wathelet                 | PSC    | Verviers                                    | |
| Yvan Ylieff                       | PSB    | Verviers                                    | |
| Ferdinand Dupont                  | PSB    | Verviers                                    | |
| André Damseaux                    | PRLW   | Verviers                                    | |
| Charles-Ferdinand Nothomb         | PSC    | Aarlen-Marche-Bastenaken-Neufchâteau-Virton | |
| Marcel Remacle                    | PSB    | Aarlen-Marche-Bastenaken-Neufchâteau-Virton | Ondervoorzitter. |
| Louis Olivier                     | PRLW   | Aarlen-Marche-Bastenaken-Neufchâteau-Virton | |
| Joseph Michel                     | PSC    | Aarlen-Marche-Bastenaken-Neufchâteau-Virton | |
| Henri Pierret                     | PSC    | Aarlen-Marche-Bastenaken-Neufchâteau-Virton | |
| Emile Wauthy                      | PSC    | Namen-Dinant-Philippeville                  | Vervangt vanaf 21 februari 1978 de overleden Victor Barbeaux. Barbeaux was secretaris tot aan zijn overlijden op 6 februari 1978.                                              |
| Roger Delizée                     | PSB    | Namen-Dinant-Philippeville                  | |
| Charles Cornet d'Elzius           | PRLW   | Namen-Dinant-Philippeville                  | |
| Léon Remacle                      | PSC    | Namen-Dinant-Philippeville                  | |
| Robert Marchal                    | PSC    | Namen-Dinant-Philippeville                  | |
| Robert Denison                    | PSB    | Namen-Dinant-Philippeville                  | |
| Bernard Anselme                   | PSB    | Namen-Dinant-Philippeville                  | |
| Charles Poswick                   | PRLW   | Namen-Dinant-Philippeville                  | |
| Guy Cudell                        | PSB    | Brussel                                     | |
| Lucien Radoux                     | PSB    | Brussel                                     | |
| Cécile Goor-Eyben                 | PSC    | Brussel                                     | |
| Charles Van de Put                | PSC    | Brussel                                     | |
| Jacques Van Offelen               | PL     | Brussel                                     | |
| Albert Demuyter                   | PL     | Brussel                                     | |
| André Lagasse                     | FDF    | Brussel                                     | Voorzitter van de FDF-RW-fractie vanaf 14 juli 1977 en voorzitter van de commissie Internationale Samenwerking.                                                                |
| Jacques Lepaffe                   | FDF    | Brussel                                     | |
| Roland Gillet                     | FDF    | Brussel                                     | |
| Lucienne Mathieu-Mohin            | FDF    | Brussel                                     | |
| Marcel Payfa                      | FDF    | Brussel                                     | |
| René Basecq                       | PSB    | Nijvel                                      | |
| Yves-Jean du Monceau de Bergendal | PSC    | Nijvel                                      | |
| Constant Verhasselt               | FDF    | Nijvel                                      | |
| Max Bury                          | PSB    | Bergen-Zinnik                               | |
| Fernand Delmotte                  | PSB    | Bergen-Zinnik                               | |
| Marcel Busieau                    | PSB    | Bergen-Zinnik                               | |
| Pierre Mainil                     | PSC    | Bergen-Zinnik                               | |
| André Lagneau                     | PRLW   | Bergen-Zinnik                               | |
| Jacques Hoyaux                    | PSB    | Charleroi-Thuin                             | |
| André Poffé                       | PSB    | Charleroi-Thuin                             | |
| Arthur Meunier                    | PSB    | Charleroi-Thuin                             | |
| Paul de Stexhe                    | PSC    | Charleroi-Thuin                             | Parlementsvoorzitter. |
| Etienne Duvieusart                | RW     | Charleroi-Thuin                             | Ondervoorzitter. |
| Franz Janssens                    | PRLW   | Charleroi-Thuin                             | |
| Robert Dussart                    | PCB    | Charleroi-Thuin                             | |
| Jean Dulac                        | PSB    | Doornik-Aat-Moeskroen                       | |
| Guy Spitaels                      | PSB    | Doornik-Aat-Moeskroen                       | |
| Jean Kevers                       | PSC    | Doornik-Aat-Moeskroen                       | |
| Irène Pétry                       | PSB    | Luik                                        | Voorzitter van de PSB-fractie vanaf 18 oktober 1977. |
| Freddy Donnay                     | PSB    | Luik                                        | |
| Charles-Joseph Bailly             | PSB    | Luik                                        | |
| Huberte Hanquet                   | PSC    | Luik                                        | |
| Michel Paulus                     | PSC    | Luik                                        | Vervangt vanaf 12 mei 1977 Jacques Pirmolin, die verkiest om gedeputeerde van de provincie Luik te blijven.                                                                    |
| Pierre Bertrand                   | RW     | Luik                                        | |
| Emile-Edgard Jeunehomme           | PRLW   | Luik                                        | |
| Eugène Lecoq                      | PSB    | Hoei-Borgworm                               | |
| Nicolas Stassart                  | PSB    | Hoei-Borgworm                               | |
| Albert Daulne                     | PSB    | Verviers                                    | Vervangt vanaf 21 februari 1978 de overleden Hubert Parotte. |
| Georges Gramme                    | PSC    | Verviers                                    | |
| Jean Gillet                       | PRLW   | Verviers                                    | |
| Henri Cugnon                      | PSB    | Aarlen-Marche-Bastenaken-Neufchâteau-Virton | |
| Charles Hanin                     | PSC    | Aarlen-Marche-Bastenaken-Neufchâteau-Virton | |
| Robert Belot                      | PSB    | Namen-Dinant-Philippeville                  | Vervangt vanaf 17 oktober 1978 Félix Cuvellier, die op pensioen gaat. |
| Jean-Baptiste Poulain             | PSB    | Namen-Dinant-Philippeville                  | |
| Antoine Humblet                   | PSC    | Namen-Dinant-Philippeville                  | |
| Michel Toussaint                  | PRLW   | Namen-Dinant-Philippeville                  | |
| Émile Guillaume                   | FDF    | Brussel                                     | |
| Fernand Herman                    | PSC    | Brussel                                     | |
| Valmy Féaux                       | PSB    | Nijvel                                      | Vervangt vanaf 18 oktober 1977 Pierre Falize, die provinciegouverneur van Namen wordt. Falize was voorzitter van de PSB-fractie tot 1 augustus 1977.                           |
| Serge Moureaux                    | FDF    | Brussel                                     | |
| Joseph Fiévez                     | RW     | Hoei-Borgworm                               | |
| Geneviève Ryckmans-Corin          | PSC    | Nijvel                                      | |
| Gaston Hercot                     | PSB    | Charleroi-Thuin                             | |
| Edgard Hismans                    | PSB    | Bergen-Zinnik                               | |
| Raoul Van Spitael                 | PSB    | Doornik-Aat-Moeskroen                       | |
| Pierre Leroy                      | RW     | Bergen-Zinnik                               | |
| Lucienne Gillet                   | PSC    | Charleroi-Thuin                             | |
| Pierre Descamps                   | PRLW   | Doornik-Aat-Moeskroen                       | |
| Marcel Peigneux                   | PSB    | Luik                                        | |
| Georges Flagothier                | PSC    | Luik                                        | |
| Gaston Paque                      | PSB    | Luik                                        | |
| Paul-Charles Goossens             | PSB    | Luik                                        | |
| Maurice Olivier                   | PRLW   | Aarlen-Marche-Bastenaken-Neufchâteau-Virton | |
| Robert Conrotte                   | PSC    | Aarlen-Marche-Bastenaken-Neufchâteau-Virton | |
| Jules Coen                        | PRLW   | Hoei-Borgworm                               | |
| Fernand Massart                   | RW     | Namen-Dinant-Philippeville                  | |
| Emile Lacroix                     | PSB    | Namen-Dinant-Philippeville                  | Ondervoorzitter. |
| André Tilquin                     | PSC    | Namen-Dinant-Philippeville                  | |
| Dieudonné André                   | PSC    | Namen-Dinant-Philippeville                  | |
| Donald Fallon                     | PSC    | Brussel                                     | |
| François Perin                    | PRLW   | Luik                                        | |
| Alfred Evers                      | PRLW   | Verviers                                    | |
| Robert Lacroix                    | PSB    | Bergen-Zinnik                               | |
| Jean Sondag                       | PSC    | Nijvel                                      | |
| Charly Talbot                     | RW     | Luik                                        | Vervangt vanaf 22 november 1977 Françoise Lassance-Hermant (kieskring Aarlen-Marche-Bastenaken-Neufchâteau-Virton), die uit RW stapt en haar zetel teruggeeft aan haar partij. |
| Albert Delpérée                   | FDF    | Brussel                                     | |
| Marc-Antoine Pierson              | PSB    | Brussel                                     | |
| Fortuné Lambiotte                 | PSB    | Namen-Dinant-Philippeville                  | Voorzitter van de commissie Sport. |
| André Sweert                      | PSB    | Nijvel                                      | Secretaris en voorzitter van de commissie Reglement en Comptabiliteit. |
| Guy Lutgen                        | PSC    | Aarlen-Marche-Bastenaken-Neufchâteau-Virton | |